# Cuixític meridional
El cuixític meridional (també conegut com a llengües del Rift) constitueix una de les branques principals en què es divideixen les llengües cuixítiques i que comprèn dins seu l'aasáx, l'alagwa, el burunge, el dahalo, el gorowa, l'iraqw i el kw'adza (aquest últim extingit), totes llengües pròpies del territori de l'actual estat de Tanzània.

## Composició de la branca cuixítica meridional
Són set els idiomes generalment inclosos, sense agrupaments ni subdivisions interns, dins el conjunt de les llengües cuixítiques del sud:
- aasáx
- alagwa
- burunge
- dahalo
- gorowa
- iraqw
- kw'adza

El dahalo, única llengua amb clics del grup, mostra trets divergents respecte de la resta de membres de la branca que indiquen un allunyament del patró cuixític, si bé el seu origen sud-cuixític resta recognoscible. D'altra banda, la llengua híbrida mbugu (o ma'a) té arrels parcials en una llengua cuixítica meridional no identificada.
La proposta de Hetzron (1980) i Ehret (1995) de considerar aquestes llengües cuixítiques del sud part del cuixític oriental de les Terres Baixes xoca amb l'actual mancança de reconstruccions que permetin descartar la possibilitat que les coincidències lèxiques no siguin mers manlleus. La gran divergència que presenten els vocabularis d'ambdós grups podria derivar-se, emperò, d'una relexificació parcial de les llengües cuixítiques del Rift arran del seu contacte amb llengües khoisan, relexificació de la qual tant l'alta freqüència de les africades ejectives /ts'/ i /tɬ'/ (superior a la de les pulmonars com ara /p, f, w, ɬ, x/) com els clics del dahalo podrien ser testimonis.